# جريج وليامز
جريج وليامز (بالإنجليزية: Gregg Williams)‏ هو مدرب رياضي أمريكي، ولد في 15 يوليو 1958 في غكسلسيور سبرنغز في الولايات المتحدة.